# تام‌بوی (فیلم ۱۹۸۵)
تام‌بوی (انگلیسی: Tomboy) فیلمی است که در سال ۱۹۸۵ منتشر شد. از بازیگران آن می‌توان به بتسی راسل، جرارد کریستوفر، ریچارد اردمن و اریک داگلاس اشاره کرد.